# Karl Volkmar Stoy
Karl Volkmar Stoy (ur. 22 stycznia 1815 w Pegau, zm. 23 stycznia 1885 w Jenie) – niemiecki pedagog, jeden z najważniejszych przedstawicieli herbartyzmu.

## Życie
Stoy studiował teologię, filozofię i filologię niemiecką na Uniwersytecie Lipskim, między innymi pod kierunkiem Gustava Hartensteina. W 1837 uzyskał stopień doktora i udał się do Getyngi, do Johanna Friedricha Herbarta. W latach 1839–1842 pracował w prywatnym zakładzie w Weinheim.
Na Uniwersytecie Friedricha Schillera w Jenie w 1843 habilitował się i uzyskał stanowiska docenta prywatnego. Rok później, po śmierci dra Heimburga, przejął zarządzanie Młodzieżowym Zakładem Wychowawczym, składającym się z internatu, szkoły podstawowej oraz oddziałów gimnazjalnego i realnoszkolnego. W tym samym roku założył seminarium nauczycielskie, przy którym działała szkoła podstawowa, aby połączyć teoretyczne i praktyczne szkolenie nauczycieli. W 1845 został mianowany profesorem nadzwyczajnym, a w 1857 zwyczajnym. Wtedy też stał się członkiem Wielkoksiążęcej Saskiej Rady Szkolnej.
W 1865 został powołany do nowo utworzonej Katedry Pedagogiki na Uniwersytecie Ruprechta i Karola w Heidelbergu, a placówki w Jenie uległy likwidacji. W 1867 na kilka miesięcy wyjechał do Bielska na Śląsku Austriackim i został pierwszym kierownikiem tamtejszego seminarium nauczycielskiego.
W 1874 zrezygnował z heidelberskiego stanowiska i powrócił do Jeny, gdzie reaktywował swoje seminarium. W 1880 zarządzanie tą instytucją przejął syn Stoya, Johann Heinrich (1846–1905). Działa ona do dziś pod nazwą „Szkoła Karla Volkmara Stoya” (Karl-Volkmar-Stoy-Schule).
Od 1870 Stoy był wiceprzewodniczącym Stowarzyszenia Pedagogiki Naukowej, z której to funkcji zrezygnował wskutek konfliktu z prezesem Tuiskonem Zillerem.
Zmarł 23 stycznia 1885, w dzień po swoich 70. urodzinach, w Jenie.

## Myśl
Stoy był zwolennikiem herbartyzmu, czyli systemu pedagogicznego opierającego się na stałych formalnych stopniach w procesie nauczania: przygotowaniu, przedstawieniu materiału, powiązaniu z wiedzą już posiadaną, usystematyzowaniu jej oraz wykorzystaniu.
Opowiadał się za pedagogiką jako samodzielną nauką, a więc jej emancypacją z filozofii. Audytorium i szkoła były dla Stoya równouprawnionymi miejscami badań i kształcenia nauczycieli. Z powrotem wprowadził do programu nauczania wycieczki szkolne – pierwsza odbyła się na Grosser Inselsberg 21 sierpnia 1853, co upamiętnia odnowiony w roku 2006 kamień pamiątkowy.
Jego całościowe (holistyczne) spojrzenie na szkołę, gdzie uczeń ma się dowiedzieć, zrozumieć i wykorzystać bez wątpienia należy zaliczać do nowoczesnych koncepcji edukacyjnych. Żądanie, aby nauczanie zawodowe łączyć z kształceniem średnim (dziś nazywane jest to systemem podwójnym) w ówczesnych realiach nie mogło zostać zrealizowane.

## Prace
- Wyznania pedagogiczne I–IX. Jena 1844–1850
- Pedagogika domowa w monologach i przemowach. Noworoczny prezent dla matek. Lipsk 1855
- Encyklopedia, literatura i metodologia pedagogiki. Wydanie 2, Lipsk 1878